# Lightspark

Logo de Lightspark

Lightspark est un lecteur SWF libre. Il supporte le rendu OpenGL shaders (GLSL) et exécute le code généré par ActionScript 3.0. Un plugin pour Mozilla est disponible. Compatible avec le format vidéo H.264 sur YouTube.
Le code source est disponible sous licence GNU LGPL 3.